# Estación de Plaza de Castilla
Plaza de Castilla es un intercambiador de transportes de Madrid en el que confluye una estación de las líneas 1, 9 y 10 del Metro de Madrid situada bajo la plaza del mismo nombre, en el límite entre los distritos de Tetuán y Chamartín.
Además de estación de metro tiene una terminal subterránea de autobuses y correspondencia con gran número de líneas de autobús en superficie, lo que la configura como uno de los grandes intercambiadores de transporte de Madrid.

## Historia

### Estación de Metro
Desde el 4 de febrero de 1961 existe la estación de Plaza de Castilla como cabecera de la línea 1, situada bajo la embocadura de la calle de Bravo Murillo y la Plaza de Castilla a menos de 5 m bajo tierra. La estación ha sido cabecera de línea hasta el 30 de marzo de 2007. El acto de apertura de la estación fue presidido por el jefe de Estado, Francisco Franco, quien fue acompañado por su esposa Carmen Polo y los ministros de Interior, Obras Públicas, Trabajo, Agricultura, Comercio y Vivienda. Además asistieron el teniente general de la 1.a Región militar, el presidente de la diputación provincial, el marqués de la Valdavia, el alcalde de la ciudad José Finat y Escrivá de Romaní, el conde de Mayalde y el presidente de la Consejería de Metro de Madrid. El obispo auxiliar de Madrid dio una bendición al nuevo tramo: para el acto se había preparado un altar provisional en uno de los andenes. El mismo día también se inauguró el primer tramo del Suburbano entre Plaza de España y Carabanchel.
En los años 1980 se construyeron a mayor profundidad los andenes para que pasasen por esta estación las líneas 9 y 10 (entonces 8), construyendo un pasillo con locales comerciales y un nuevo vestíbulo con un acceso junto a las instalaciones del Canal de Isabel II, situadas en el extremo opuesto de la plaza respecto a los otros accesos.
Desde 2004, con la creación del intercambiador subterráneo de autobuses, y hasta 2009 se llevó a cabo una reforma en la estación que consistió en la instalación de ascensores (uno de ellos de tipo funicular) en toda ella así como renovando paredes y bóvedas. También se reubicaron los locales comerciales de la estación, suprimiendo aquellos que se encontraban en el pasillo de correspondencia entre líneas, aumentando con ello la capacidad de dicho pasillo. Algunos de los locales se colocaron en el vestíbulo común de la estación con el intercambiador en superficie.
Desde el 3 de julio de 2016, Plaza de Castilla se volvió a convertir en cabecera de la línea 1, siendo terminal del tramo norte (Pinar de Chamartín-Plaza de Castilla) de la línea por las obras de mejora de las instalaciones entre esta estación y Sierra de Guadalupe. La finalización de las obras estaba prevista para el 12 de noviembre de 2016, sin embargo, la estación dejó de ser cabecera el 14 de septiembre, al finalizarse los trabajos y restablecerse el servicio en los tramos Plaza de Castilla-Cuatro Caminos y Alto del Arenal-Sierra de Guadalupe. En estos dos tramos, los trabajos realizados consistieron en la limpieza y consolidación del túnel, la instalación de la catenaria rígida y el montaje del resto de instalaciones y servicios.
El 1 de abril de 2017 se eliminó el horario especial de todos los vestíbulos que cerraban a las 21:40 y la inexistencia de personal en dichos vestíbulos.
Entre el 1 y el 31 de agosto de 2021, actuó como cabecera de la línea 9 por el cierre del tramo Plaza de Castilla-Colombia, cortado por obras. Se estableció un Servicio Especial de autobús gratuito entre ambas estaciones.

### Terminal de autobuses
Con la construcción de las Torres Kio, las cabeceras de las líneas de autobús interurbanas, antes dispersas por toda la Plaza de Castilla, se reunieron en una terminal al aire libre situada entre ambos edificios, y dotada de cafetería y taquillas. Desde esta terminal salían autobuses hacia dos corredores diferentes, el 1, correspondiente a la A-1 y el 7, correspondiente a la M-607.
Debido al deterioro progresivo de las instalaciones y aprovechando los túneles a realizar para el complejo Cuatro Torres Business Area, a partir de 2005 se acomete la creación de una nueva terminal subterránea con 3 niveles, dotada de vigilancia permanente y que evite la situación de inseguridad. Además se crea un túnel bajo el paseo de la Castellana de cerca de 1 km que enlaza los autobuses directamente con la A-1. Esta terminal subterránea se inauguró el 6 de febrero de 2008 con 8 meses de retraso sobre la fecha prevista. A partir del 7 de febrero de 2008 entra en servicio la terminal subterránea incorporándose progresivamente las líneas interurbanas hasta el 23 de junio de 2008, que acaba el traslado de líneas al intercambiador subterráneo y comienza la reforma de la antigua terminal de superficie.
Esta reforma finalizó con la inauguración de las nuevas dársenas de superficie (Isla 4) el 6 de noviembre de 2009, entrando en servicio el 10 de noviembre de 2009.
El intercambiador cuenta con un total de 43 dársenas de autobús, aunque no todas se encuentran operativas y algunas se utilizan exclusivamente como descenso de viajeros. La numeración es continua en las 4 islas, repartidas en las 3 plantas que tiene el intercambiador. La numeración comienza en la isla 1 (nivel -3) desde la dársena 1 hasta la 10, aunque las dársenas 8, 9 y 10 se utilizan como descenso de viajeros y la número 2 no tiene líneas que la utilicen. Curiosamente, no existen las dársenas comprendidas entre el número 11 y el 19, puesto que la siguiente dársena, la número 20, se encuentra en la isla 2 del nivel -3 y continúa así hasta el número 29. Una vez más, ciertas dársenas son usadas como descenso de viajeros, en este caso las numeradas 20 y 21. Las dársenas continúan en la número 30, ahora en el nivel -1 y en lo considerado isla 3. Desde ahí avanza hasta la dársena 39, siendo ésta y la número 38 usadas como descenso de viajeros y la número 32 no es utilizada por ninguna línea. Tampoco existe una dársena 40, dado que la siguiente es la número 41 que se encuentra en el nivel 0 en superficie en la isla 4. Aquí se encuentran dársenas hasta la número 53.
Las diferentes islas fueron pintadas de color para facilitar su reconocimiento y corresponden a las diferentes empresas que operan líneas en el intercambiador. Las islas 1 y 2 pertenecen en su totalidad a líneas operadas por la empresa Interbus con la concesión VCM-101 y su filial Herederos de J. Colmenarejo S.A. con la concesión VCM-702. La isla 3 contiene todas las líneas operadas por ALSA con la concesión VCM-103 y ALSA Metropolitana con la concesión VCM-701. La isla en superficie no tiene ningún color ni ninguna empresa mayoritaria que las utilice, exceptuando la EMT.
Tan sólo existen 2 líneas interurbanas diurnas que operen en la superficie del intercambiador, la línea 171 y línea 876. En los primeros meses de construcción del intercambiador estas líneas operaron brevemente en el interior pero fueron movidas definitivamente a la superficie. Durante la noche, todos los servicios nocturnos interurbanos utilizan las dársenas en superficie puesto que el intercambiador subterráneo está cerrado, aproximadamente entre las 23:30 y 06:00.
En los márgenes de las dársenas para viajeros, se encuentran diversos espacios en todas las plantas como punto de regulación de autobuses. También las dársenas mencionadas 2 y 32 que actualmente no disponen de líneas que las utilicen, sirven como puntos de espera a autobuses en caso de que la dársena que necesiten para el siguiente servicio esté ocupada. Además, es en la planta inferior, la más grande de todas, donde se encuentra un punto de respostaje y autolavado. Todos los niveles disponen de comunicación entre sí, y permiten que los autobuses del nivel -1 bajen al nivel -3 a repostar y volver a subir sin necesidad de abandonar el intercambiador. También existen zonas de descanso para los conductores que no permiten el acceso al público general, así como máquinas expendedoras y de café para dichos conductores. Los viajeros disponen de estos servicios dentro del intercambiador, en la zona de tiendas situada en el nivel -2.
El intercambiador subterráneo se encuentra situado paralelo y bajo la avenida de Asturias, entre la plaza de Castilla y la calle de las Magnolias. Desde la superficie se pueden ver las bóvedas de cristal que aportan luz natural al nivel -1, dado que solo contiene una isla de dársenas, su extensión llega hasta el cruce con la calle de San Aquilino. El último trozo del intercambiador se encuentra paralelo y bajo la calle de San Aquilino, entre la avenida de Asturias y la calle de San Benito. Aquí es donde se encuentran las instalaciones de repostaje y autolavado, así como las rampas de subida y bajada entre los niveles -1 y -3 y las comunicaciones con los túneles de salida (comunes a ambas islas).
Se disponen de un total de 3 salidas para las líneas interurbanas hacia la superficie, la principal es aquella que comunica mediante dos túneles subterráneos el intercambiador hasta el paseo de la Castellana. Pero existen también túneles que salen desde el nivel -1 hacia la avenida de Asturias y la calle de San Benito, comunicando con el paseo de la Castellana y la isla 4 en superficie. Estas dos últimas salidas no se utilizan salvo en ocasiones de necesidad en las que no se puedan utilizar los túneles principales, puesto que tan sólo comunican el nivel -1 del intercambiador y causarían mucho tráfico interno de los autobuses del nivel -3 subiendo al nivel -1 para abandonar el intercambiador.
La forma principal de entrada y salida del intercambiador son dos túneles. Se utiliza un túnel de entrada y otro de salida del intercambiador que no se unen en ningún momento hasta llegar a las dársenas de viajeros subterráneas. Estos dos túneles discurren siguiendo el trazado de la calle de San Aquilino, entre la calle de San Benito y hasta el cruce con la calle de Luis Esteban, donde ambos túneles giran para situarse paralelos al paseo de la Castellana y finalizar en el cruce con la calle de Sinesio Delgado. El túnel de entrada al intercambiador discurre por encima del túnel de salida y desemboca a la altura del nivel -2 (donde se encuentra el estacionamiento subterráneo para automóviles) y se bifurca en dos rampas que llevan a los niveles -1 y -3. El túnel de salida emerge desde el nivel -3, creando la necesidad de las líneas del nivel -1 descender al nivel -3 para tomar dicho túnel.
Existen planes para construir túneles exclusivos que lleven a la A-1 y M-607 aún más extensos que los actuales y que desemboquen a estas grandes vías de comunicación de forma más directa. Así se podrá eliminar el tramo más urbano de todas las líneas que proceden del intercambiador y que todas ellas tienen como destino alguna de las dos vías mencionadas. Hasta el momento esos túneles no se han construido pero sí se planearon en el momento de la construcción original del intercambiador y se pueden apreciar los comienzos de ambos túneles como una bifurcación que no emerge ni procede de la superficie, sino que continúan de forma subterránea, pero no tienen salida.

## Accesos
Vestíbulo Plaza de Castilla
- Castellana, pares Pº Castellana, 189/216 (bulevar central de Plaza Castilla)
- Castellana, impares Pº Castellana, 189 (junto a las Torres KIO)
- Intercambiador Superficie Pº Castellana (centro), 189/216
- Intercambiador Subterráneo Abierto de 6:00 a 00:00 Interconexión con terminal subterránea (dársenas)
- Ascensor Pº Castellana, 189/216 (bulevar central)

Vestíbulo Bravo Murillo
- Bravo Murillo C/ Bravo Murillo, 377

Vestíbulo Castellana
- Castellana Pza. de Castilla, 9 (junto al depósito de la Fundación Canal)
- Ascensor Pza. de Castilla, 9 (esquina Pº Castellana, pares - acera del depósito de la Fundación Canal)

Vestíbulo Avenida de Asturias (común a Metro y terminal subterránea de autobuses)
- Intercambiador Subterráneo Av. de Asturias (límite Intercambiador/Metro). Acceso a la terminal subterránea situado en el bulevar de la avenida de Asturias. Para Juzgados

## Intercambiador (líneas)

### Metro

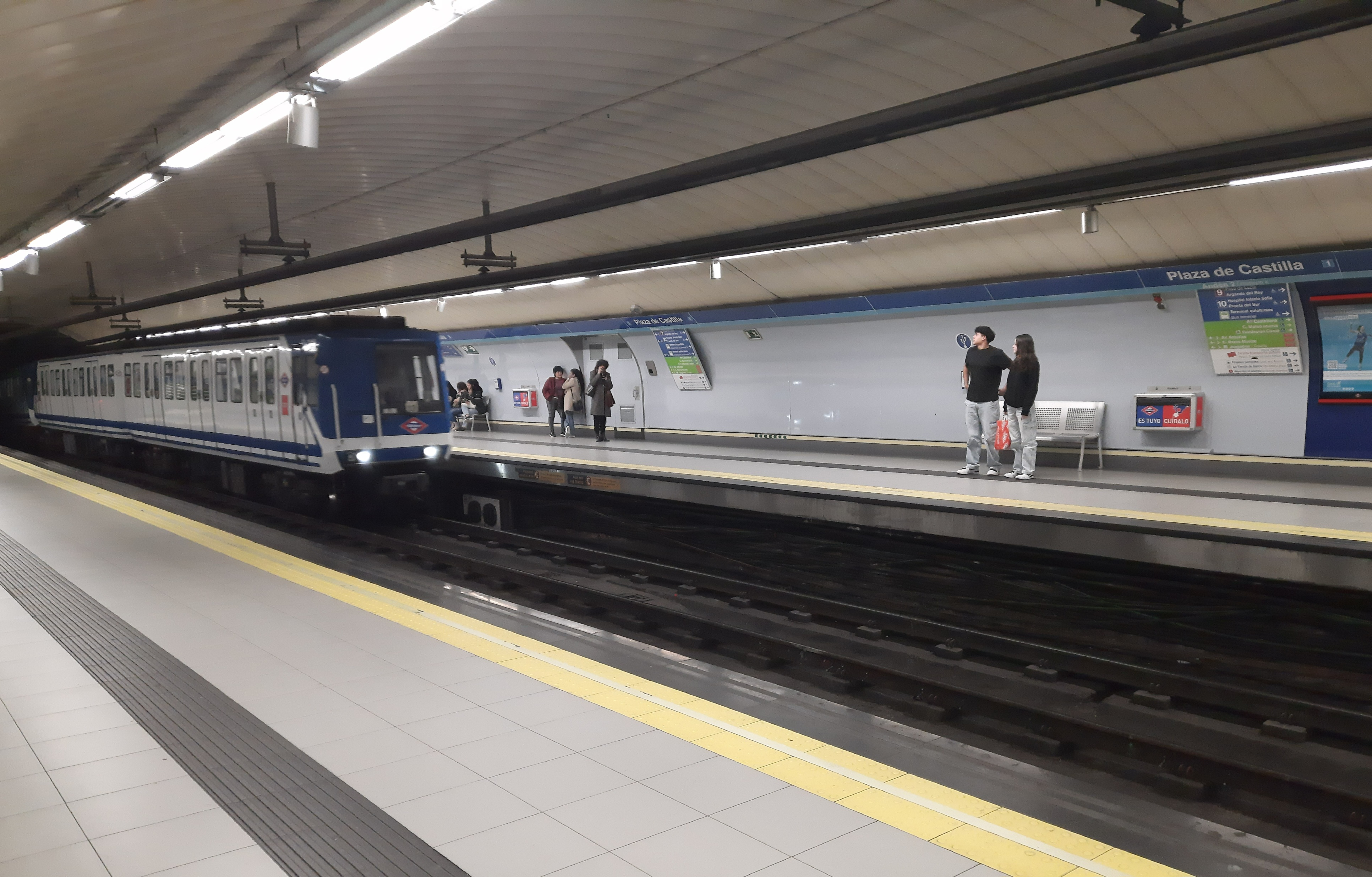
Andenes de Línea 1.

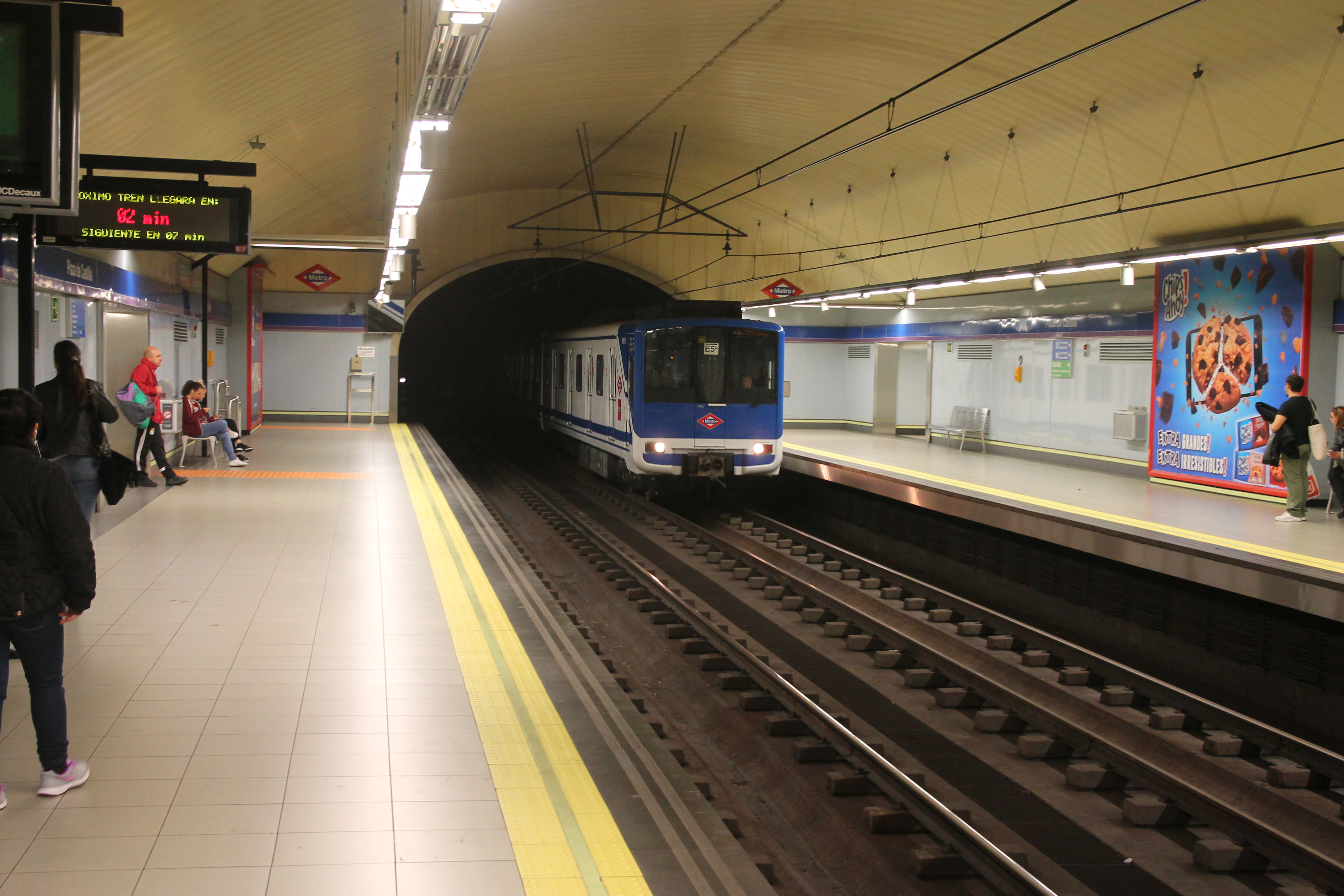
Andenes de Línea 9.

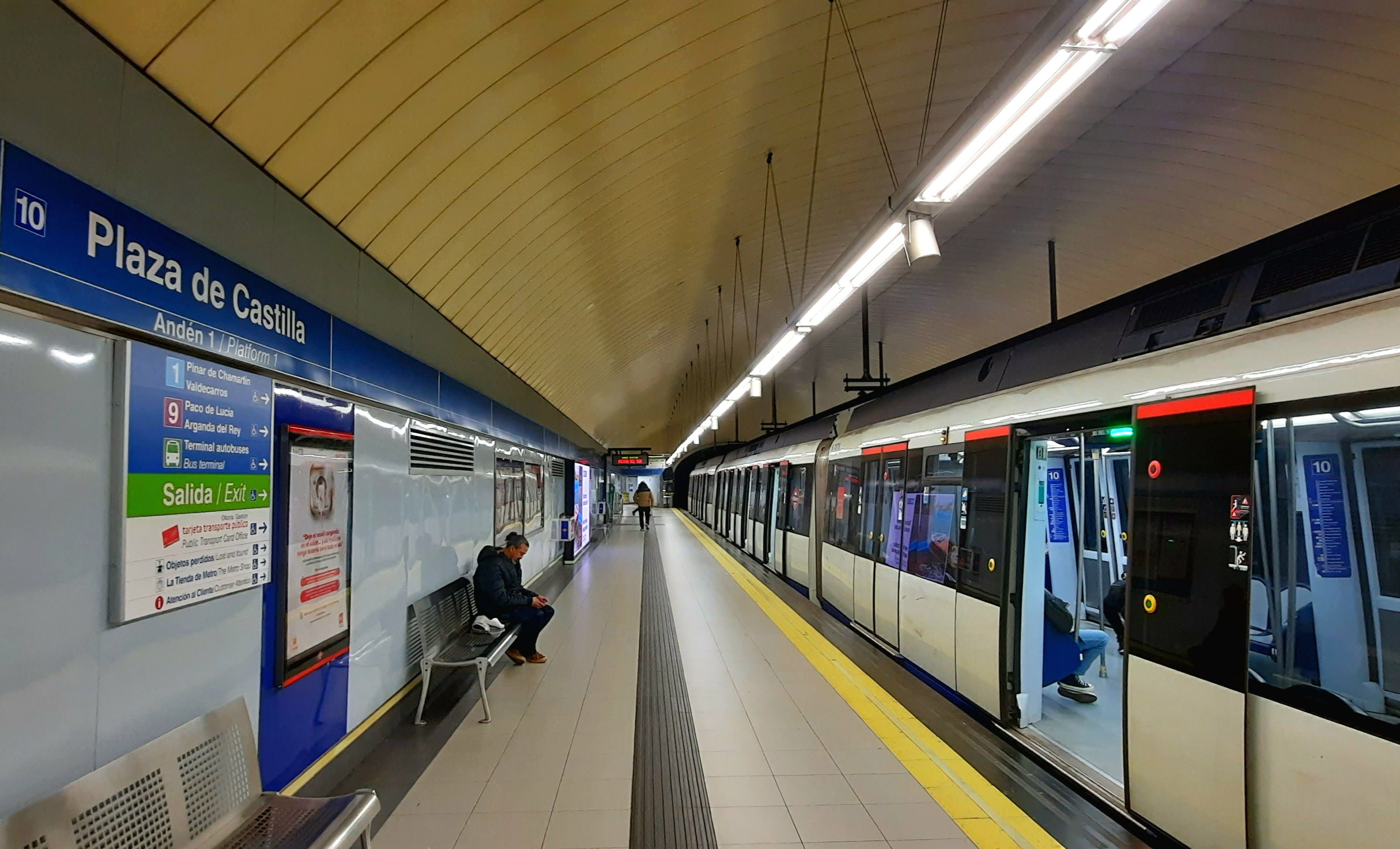
Andenes de Línea 10.

| << cabecera                                          | < estación | línea | estación >        | cabecera >>                                         |
| ---------------------------------------------------- | ---------- | ----- | ----------------- | --------------------------------------------------- |
| Pinar de Chamartín                                   | Chamartín  |       | Valdeacederas     | Valdecarros                                         |
| Paco de Lucía                                        | Ventilla   |       | Duque de Pastrana | Arganda del Rey Cambio de tren en Puerta de Arganda |
| Hospital Infanta Sofía Cambio de tren en Tres Olivos | Chamartín  |       | Cuzco             | Puerta del Sur                                      |

### Autobuses

#### Urbanos

Situación actual de las diferentes líneas dentro de las tres islas del intercambiador de autobuses subterráneo de Plaza de Castilla.

| Diurnos                                                       |                                        |                                                               |
| Autobuses con cabecera en Plaza de Castilla                   |                                        |                                                               |
| Línea                                                         | Destino                                | Parada                                                        |
| 149                                                           | Tribunal                               | 1531 PLAZA CASTILLA (C/ Bravo Murillo, N.º 384)               |
| 179                                                           | El Pardo                               | 4855 PLAZA CASTILLA (Junto a Monumento a José Calvo Sotelo)   |
| SE704                                                         | Cementerio de Fuencarral               | 5459 PLAZA CASTILLA (C/ Mateo Inurria frente Canal Isabel II) |
| SE833                                                         | Las Tablas vía avenida de Burgos       | 5459 PLAZA CASTILLA (C/ Mateo Inurria frente Canal Isabel II) |
| Autobuses con cabecera en Intercambiador de Plaza de Castilla |                                        |                                                               |
| (nivel 0-superficie)                                          |                                        |                                                               |
| Línea                                                         | Destino                                | Parada                                                        |
| 27                                                            | Embajadores                            | 5602 PLAZA CASTILLA (intercambiador - dársena 41)             |
| 70                                                            | Alsacia                                | 5603 PLAZA CASTILLA (intercambiador - dársena 53)             |
| 135                                                           | Hospital Ramón y Cajal                 | 5604 PLAZA CASTILLA (intercambiador - dársena 52)             |
| 67                                                            | Barrio de Peñagrande vía El Pilar      | 5605 PLAZA CASTILLA (intercambiador - dársena 51)             |
| 129                                                           | Manoteras                              | 5606 PLAZA CASTILLA (intercambiador - dársena 50)             |
| 177                                                           | Marqués de Viana                       | 5606 PLAZA CASTILLA (intercambiador - dársena 50)             |
| 176                                                           | Las Tablas Sur                         | 5607 PLAZA CASTILLA (intercambiador - dársena 49)             |
| 175                                                           | Las Tablas Norte                       | 5608 PLAZA CASTILLA (intercambiador - dársena 48)             |
| 178                                                           | Montecarmelo vía Carretera de Colmenar | 5609 PLAZA CASTILLA (intercambiador - dársena 47)             |
| 134                                                           | Montecarmelo vía Barrio del Pilar      | 5610 PLAZA CASTILLA (intercambiador - dársena 46)             |
| 42                                                            | Barrio de Peñagrande vía Almenara      | 5611 PLAZA CASTILLA (intercambiador - dársena 42)             |
| 49                                                            | Pitis                                  | 5611 PLAZA CASTILLA (intercambiador - dársena 42)             |
| 173                                                           | Sanchinarro                            | 5612 PLAZA CASTILLA (intercambiador - dársena 43)             |
| 174                                                           | Valdebebas                             | 5612 PLAZA CASTILLA (intercambiador - dársena 43)             |
| 107                                                           | Hortaleza                              | 5722 PLAZA CASTILLA (intercambiador - dársena 44)             |
| Autobuses pasantes en Plaza de Castilla                       |                                        |                                                               |
| Línea                                                         | Destino                                | Parada                                                        |
| 5                                                             | Estación de Chamartín                  | 30 PLAZA CASTILLA (C/ Mateo Inurria, 2)                       |
| 5                                                             | Sol / Sevilla                          | 31 PLAZA CASTILLA (C/ Mateo Inurria, 1)                       |
| 66                                                            | Glorieta de Cuatro Caminos             | 31 PLAZA CASTILLA (C/ Mateo Inurria, 1)                       |
| 66                                                            | Fuencarral                             | 1486 PLAZA CASTILLA (Pº de la Castellana, 218)                |
| 124                                                           | Lacoma                                 | 1486 PLAZA CASTILLA (Pº de la Castellana, 218)                |
| 147                                                           | Barrio del Pilar                       | 1486 PLAZA CASTILLA (Pº de la Castellana, 218)                |
| 124                                                           | Glorieta de Cuatro Caminos             | 3568 PLAZA CASTILLA (Pº Castellana - Pza. Castilla)           |
| 147                                                           | Plaza del Callao                       | 3568 PLAZA CASTILLA (Pº Castellana - Pza. Castilla)           |
| Nocturnos                                                     |                                        |                                                               |
| Autobuses pasantes en Plaza de Castilla                       |                                        |                                                               |
| Línea                                                         | Destino                                | Parada                                                        |
| N22                                                           | Plaza de Cibeles                       | 28 JUZGADOS PLAZA CASTILLA                                    |
| N22                                                           | Barrio de La Paz                       | 29 JUZGADOS PLAZA CASTILLA                                    |
| N24                                                           | Las Tablas                             | 1486 PLAZA CASTILLA (Pº de la Castellana, 218)                |
| N24                                                           | Plaza de Cibeles                       | 3568 PLAZA CASTILLA (Pº Castellana - Pza. Castilla)           |
| N23                                                           | Montecarmelo                           | 5014 AVENIDA DE ASTURIAS-PLAZA DE CASTILLA                    |
| N23                                                           | Plaza de Cibeles                       | 5015 AVENIDA DE ASTURIAS-PLAZA DE CASTILLA                    |

#### Interurbanos
Los códigos de paradas para las líneas interurbanas del intercambiador son el 17470 para el nivel -1, 17472 para el nivel -3 y 18074 para el nivel 0. A su vez, internamente se especifica cada dársena con una letra, siguiendo la numeración de las propias dársenas y el abecedario. Se aprecia la ausencia de las dársenas 11 hasta la 19 pero no en el salto de letras desde la G a la M, puesto que sí se consideran 8, 9, 10, 20 y 21 como descenso de viajeros, al igual que la ausencia de la letra Ñ.
Existen algunas líneas con expediciones que parten desde el intercambiador en superficie. Bien porque sean servicios nocturnos de dicha línea o porque la hora del servicio no les permite que sea realizado desde el intercambiador subterráneo.
| Diurnos                                                                            |                                                    |                   |                  |
| Autobuses con cabecera en Intercambiador de Plaza de Castilla                      |                                                    |                   |                  |
| (nivel -3)                                                                         |                                                    |                   |                  |
| Línea                                                                              | Destino                                            | Parada            | Operador         |
| 151                                                                                | Alcobendas                                         | 17472A Dársena 1  | Interbus         |
| 153                                                                                | Alcobendas - Rosa de Luxemburgo                    | 17472A Dársena 1  | Interbus         |
| Sin Servicio                                                                       | 17472B Dársena 2                                   |                   |                  |
| 155                                                                                | El Soto de la Moraleja                             | 17472C Dársena 3  | Interbus         |
| 156                                                                                | San Sebastián de los Reyes (P. I. Moscatelares)    | 17472D Dársena 4  | Interbus         |
| 152C                                                                               | San Sebastián de los Reyes (Dehesa Vieja)          | 17472E Dársena 5  | Interbus         |
| 154C                                                                               | San Sebastián de los Reyes (Av. de los Quiñones)   | 17472E Dársena 5  | Interbus         |
| 181                                                                                | Algete                                             | 17472F Dársena 6  | Interbus         |
| 185                                                                                | Cobeña - Algete (Nuevo Algete)                     | 17472F Dársena 6  | Interbus         |
| 182                                                                                | Algete - Valdeolmos                                | 17472G Dársena 7  | Interbus         |
| 183                                                                                | Cobeña - Algete                                    | 17472G Dársena 7  | Interbus         |
| 184                                                                                | El Casar                                           | 17472G Dársena 7  | Interbus         |
| Descenso de viajeros                                                               | Descenso de viajeros                               | 17472H Dársena 8  |                  |
| Descenso de viajeros                                                               | Descenso de viajeros                               | 17472I Dársena 9  |                  |
| Descenso de viajeros                                                               | Descenso de viajeros                               | 17472J Dársena 10 |                  |
| (nivel -3)                                                                         |                                                    |                   |                  |
| Línea                                                                              | Destino                                            | Parada            | Operador         |
| Descenso de viajeros                                                               | Descenso de viajeros                               | 17472K Dársena 20 |                  |
| Descenso de viajeros                                                               | Descenso de viajeros                               | 17472L Dársena 21 |                  |
| 159                                                                                | Alcobendas (Arroyo de la Vega - El Juncal)         | 17472M Dársena 22 | Interbus         |
| 157                                                                                | Alcobendas (Pº Chopera)                            | 17472N Dársena 23 | Interbus         |
| 157C                                                                               | Alcobendas (Valdelasfuentes)                       | 17472N Dársena 23 | Interbus         |
| 161                                                                                | Urbanización Fuente del Fresno (S.S. Reyes)        | 17472O Dársena 24 | Interbus         |
| 724                                                                                | Manzanares el Real - El Boalo                      | 17472P Dársena 25 | Interbus         |
| 725                                                                                | Miraflores de la Sierra - Bustarviejo - Valdemanco | 17472Q Dársena 26 | Interbus         |
| 726                                                                                | Guadalix de la Sierra - Navalafuente               | 17472R Dársena 27 | Interbus         |
| 721                                                                                | Colmenar Viejo (Campamento)                        | 17472S Dársena 28 | Interbus         |
| 722                                                                                | Colmenar Viejo (Navallar)                          | 17472S Dársena 28 | Interbus         |
| 155B                                                                               | El Encinar de los Reyes (Alcobendas)               | 17472T Dársena 29 | Interbus         |
| (nivel -1)                                                                         |                                                    |                   |                  |
| Línea                                                                              | Destino                                            | Parada            | Operador         |
| 712                                                                                | Tres Cantos (por avenida de los Encuartes)         | 17470A Dársena 30 | ALSA             |
| 713                                                                                | Tres Cantos (por avenida del Parque)               | 17470A Dársena 30 | ALSA             |
| 716                                                                                | Tres Cantos (Soto de Viñuelas)                     | 17470B Dársena 31 | ALSA             |
| 717                                                                                | Tres Cantos (Nuevo Tres Cantos)                    | 17470B Dársena 31 | ALSA             |
| Sin Servicio                                                                       | Sin Servicio                                       | 17470C Dársena 32 |                  |
| 197                                                                                | Torrelaguna                                        | 17470D Dársena 33 | ALSA             |
| 714                                                                                | Universidad Autónoma - Universidad Comillas        | 17470E Dársena 34 | ALSA             |
| 194                                                                                | Rascafría                                          | 17470F Dársena 35 | ALSA             |
| 195                                                                                | Braojos                                            | 17470F Dársena 35 | ALSA             |
| 196                                                                                | La Acebeda                                         | 17470F Dársena 35 | ALSA             |
| 193                                                                                | Pedrezuela - El Vellón                             | 17470G Dársena 36 | ALSA             |
| 191                                                                                | Buitrago del Lozoya                                | 17470H Dársena 37 | ALSA             |
| Descenso de viajeros                                                               | Descenso de viajeros                               | 17470I Dársena 38 |                  |
| Descenso de viajeros                                                               | Descenso de viajeros                               | 17470J Dársena 39 |                  |
| (nivel 0-superficie)                                                               |                                                    |                   |                  |
| Línea                                                                              | Destino                                            | Parada            | Operador         |
| 876                                                                                | Moralzarzal - Collado Villalba                     | 18074C Dársena 44 | Francisco Larrea |
| 171                                                                                | Urbanización Santo Domingo (Algete)                | 18074D Dársena 45 | ALSA             |
| Nocturnos                                                                          |                                                    |                   |                  |
| Autobuses con cabecera en Intercambiador de Plaza de Castilla                      |                                                    |                   |                  |
| (nivel 0-superficie)                                                               |                                                    |                   |                  |
| Línea                                                                              | Destino                                            | Parada            | Operador         |
| N103                                                                               | Algete                                             | 18074A Dársena 42 | Interbus         |
| N102                                                                               | San Sebastián de los Reyes                         | 18074B Dársena 43 | Interbus         |
| N101                                                                               | Alcobendas                                         | 18074C Dársena 44 | Interbus         |
| N104                                                                               | El Molar                                           | 18074J Dársena 51 | ALSA             |
| N701                                                                               | Tres Cantos                                        | 18074K Dársena 52 | ALSA             |
| N702                                                                               | Colmenar Viejo                                     | 18074L Dársena 53 | Interbus         |
| Líneas con expediciones nocturnas en superficie                                    |                                                    |                   |                  |
| Servicios nocturnos o fuera del horario de apertura del intercambiador subterráneo |                                                    |                   |                  |
| (nivel 0-superficie)                                                               |                                                    |                   |                  |
| Línea                                                                              | Destino                                            | Parada            | Operador         |
| 181                                                                                | Algete                                             | 18074A Dársena 42 | Interbus         |
| 182                                                                                | Algete - Valdeolmos                                | 18074A Dársena 42 | Interbus         |
| 183                                                                                | Cobeña - Algete                                    | 18074A Dársena 42 | Interbus         |
| 152C                                                                               | San Sebastián de los Reyes (Dehesa Vieja)          | 18074B Dársena 43 | Interbus         |
| 156                                                                                | San Sebastián de los Reyes (P. I. Moscatelares)    | 18074B Dársena 43 | Interbus         |
| 161                                                                                | Urbanización Fuente del Fresno (S.S. Reyes)        | 18074B Dársena 43 | Interbus         |
| 151                                                                                | Alcobendas                                         | 18074C Dársena 44 | Interbus         |
| 155                                                                                | El Soto de la Moraleja                             | 18074C Dársena 44 | Interbus         |
| 191                                                                                | Buitrago del Lozoya                                | 18074D Dársena 45 | ALSA             |
| 193                                                                                | Pedrezuela                                         | 18074D Dársena 45 | ALSA             |
| 712                                                                                | Tres Cantos (por avenida de los Encuartes)         | 18074F Dársena 47 | ALSA             |
| 713                                                                                | Tres Cantos (por avenida del Parque)               | 18074F Dársena 47 | ALSA             |
| 197                                                                                | Torrelaguna                                        | 18074J Dársena 51 | ALSA             |
| 716                                                                                | Tres Cantos (Soto de Viñuelas)                     | 18074K Dársena 52 | ALSA             |
| 724                                                                                | Manzanares el Real - El Boalo                      | 18074L Dársena 53 | Interbus         |
| 725                                                                                | Miraflores de la Sierra                            | 18074L Dársena 53 | Interbus         |
| 726                                                                                | Guadalix de la Sierra                              | 18074L Dársena 53 | Interbus         |